# Neustadt (Osnabrück)

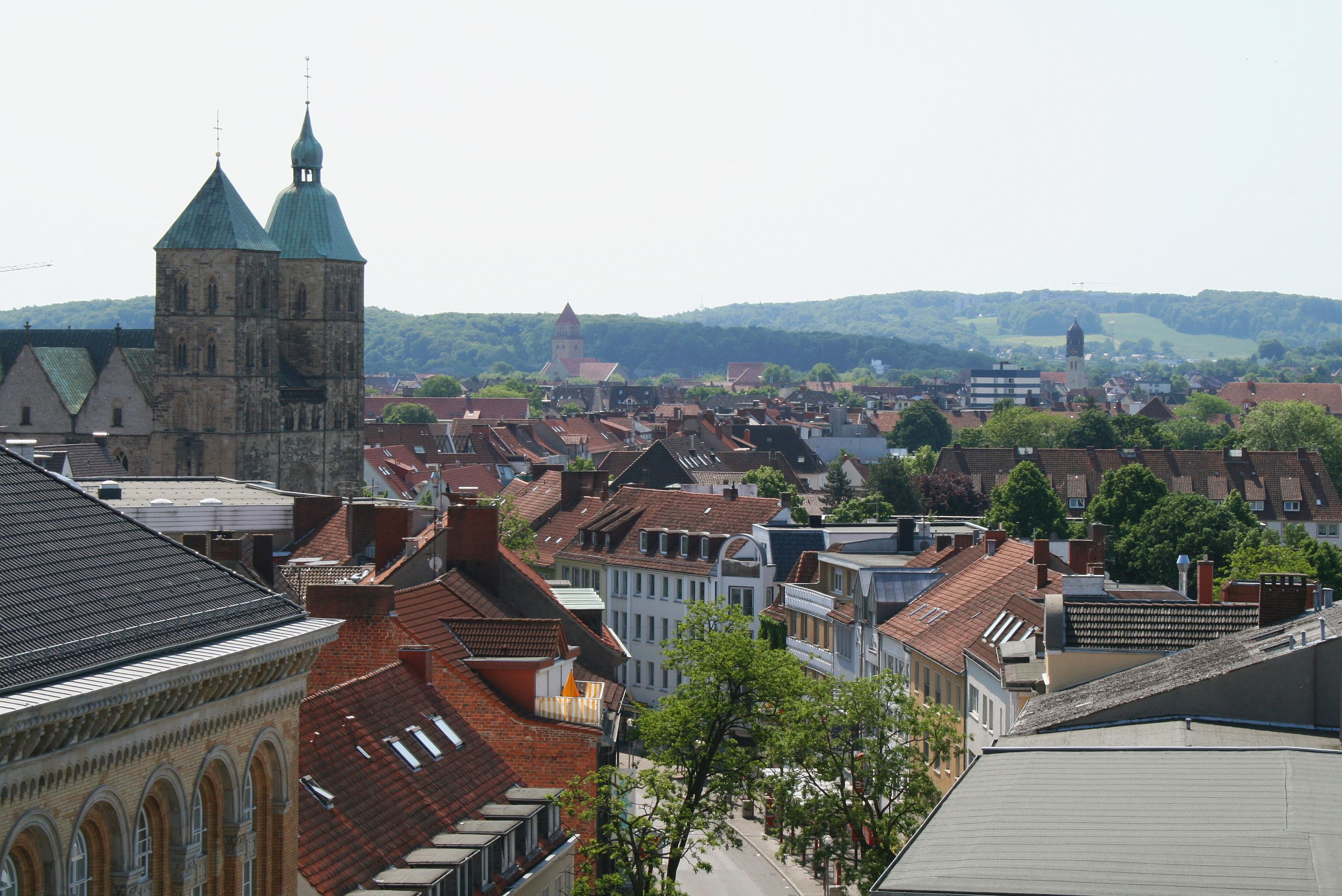
Blick über die Neustadt entlang der Johannisstraße: Links die Johanniskirche, im Vordergrund links das Landgericht, im Hintergrund die Joseph- und Lutherkirche

Die Neustadt umfasst in etwa den südlichen Teil des heutigen Osnabrücker Stadtteils Innenstadt, der in etwa der im 11. Jahrhundert gegründeten „Newe Statt“ entspricht, die in Abgrenzung zum damaligen Stadtkern Osnabrücks – der heutigen Altstadt – entstand. Zwar handelt es sich um keine offizielle Bezeichnung mehr, doch ist der Ausdruck im Sprachgebrauch nach wie vor geläufig, wenn über das Gebiet um die Johannisstraße gesprochen wird.

## Geschichte

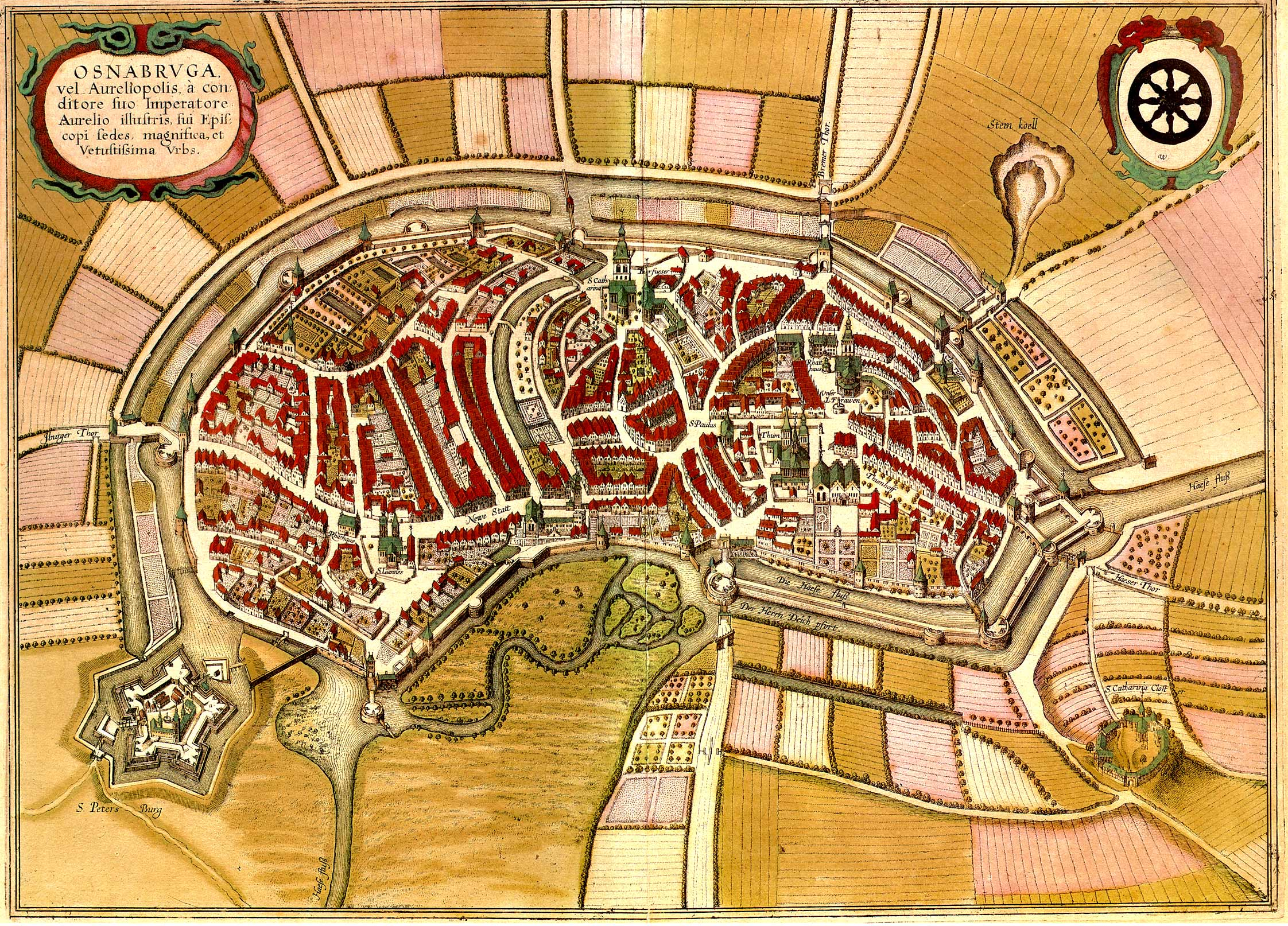
Stadtansicht aus östlicher Richtung: Im linken Teil das Neustädter Rathaus und die Johanniskirche sowie die Bezeichnung "Newe Statt" (Wenzel Hollar 1633)

Bereits im Jahr 1011 wurde der Grundstein für die Johanniskirche gelegt, um die sich eine eigenständige Stadt mit selbstverwalteten Strukturen entwickelte. Bis heute sind Teile der Grundmauern des Neustädter Rathauses an der Johannisfreiheit erhalten. Die Neustadt verfügte – wie auch die Altstadt – über eine eigene Gerichtsbarkeit und Stadtbefestigung, woran bis heute beispielsweise der Neustädter Turm am Johannistorwall erinnert. Aufgrund des stetigen Wachstums beider Städte vereinigten sie sich 1306 und gaben sich mit der Sate 1348 eine gemeinsame Stadtverfassung. Darauf basierend überdauerte die Tradition des Handgiftentags. Die trennende Stadtmauer wurde beseitigt und die Neustadt behielt teilweise eigene Befugnisse und Zuständigkeiten. Bis ins 19. Jahrhundert hinein unterstand die Verwaltung des die Neustadt umgebenden Gebiets der Johanneslaischaft, die sich auch Neustädter Laischaft nannte.

## Lage

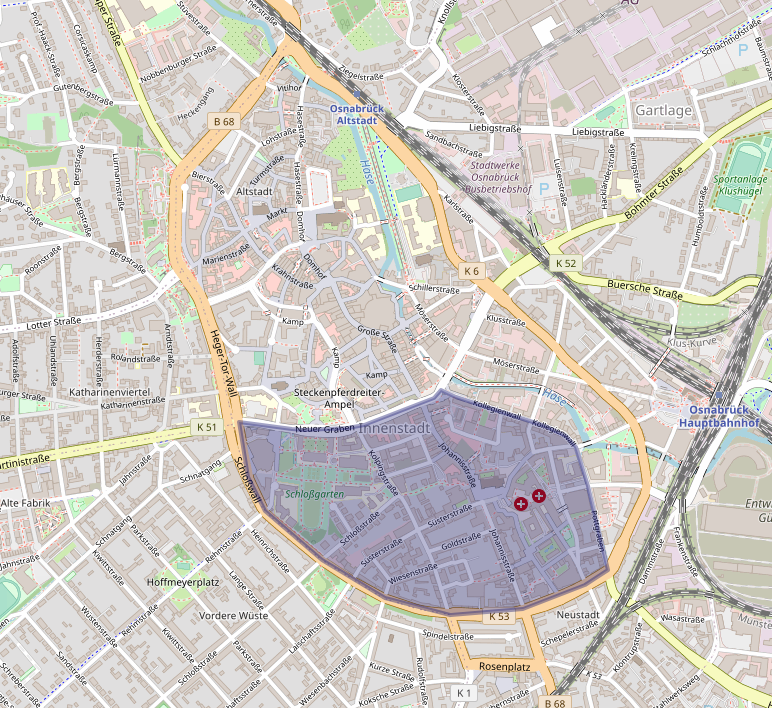
Lage der Neustadt im südlichen Bereich der Innenstadt

Die Stadtansicht von Wenzel Hollar aus dem Jahr 1633 zeigt die Begrenzung der historischen Neustadt entlang der heutigen Straßen Schlosswall, Johannistorwall, Petersburger Wall, Pottgraben und Kollegienwall, die mit ihrem Namen auf die ehemalige Befestigungsanlagen verweisen. Nachdem die Stadtmauer zwischen Alt- und Neustadt beseitigt wurde, bildete sich der Neumarkt und ein Wassergraben wurde ausgehoben. Hieran erinnert noch heute die Straße Neuer Graben.

## Bebauung
Auch die Neustadt wurde, wie auch die Altstadt, im Zweiten Weltkrieg fast komplett zerstört. Nur vereinzelt ist noch historische oder rekonstruierte Bausubstanz vorhanden. Insbesondere der alliierte Luftangriff am Palmsonntag 1945 führte zu einem Zerstörungsgrad von 94 %. Dennoch zeichnet sich das Quartier durch eine dichte Bebauung und einen hohen Anteil an Mischnutzfläche, besonders entlang der Johannisstraße und des Kollegienwalls aus.

## Einrichtungen und Quartiere
Das Zentrum der Neustadt bildet die Johanniskirche und die nach ihr benannte Johannisstraße, die das Quartier vollständig durchquert und entlang derer sich zum Teil eine Fußgängerzone und ein vielfältiger Einzelhandel entwickelt hat. Die Johannisstraße startet am Osnabrücker Hauptverkehrsknotenpunkt Neumarkt, der die Altstadt von der Neustadt trennt. Seit Jahren steht die künftige Entwicklung des Platzes in der Diskussion. Mit dem Stillstand des Umbaus des Neumarkts und durch den Abriss des Neumarkttunnels, der beide Innenstadthälften miteinander verband, verschlechterte sich auch der Zustand der vorderen Johannisstraße. Der Wegzug alteingesessener Unternehmen, insbesondere des Modehauses SinnLeffers, und der Leerstand von Gewerbeflächen schmälerten den Ruf der nördlichen Neustadt. Nachdem die Pläne für ein Shoppingcenter gescheitert waren, stellte ein neuer Investor Ende 2020 mit den „Johannishöfen“ das Konzept für eine alternative Mischnutzung des Neumarktquartiers vor.

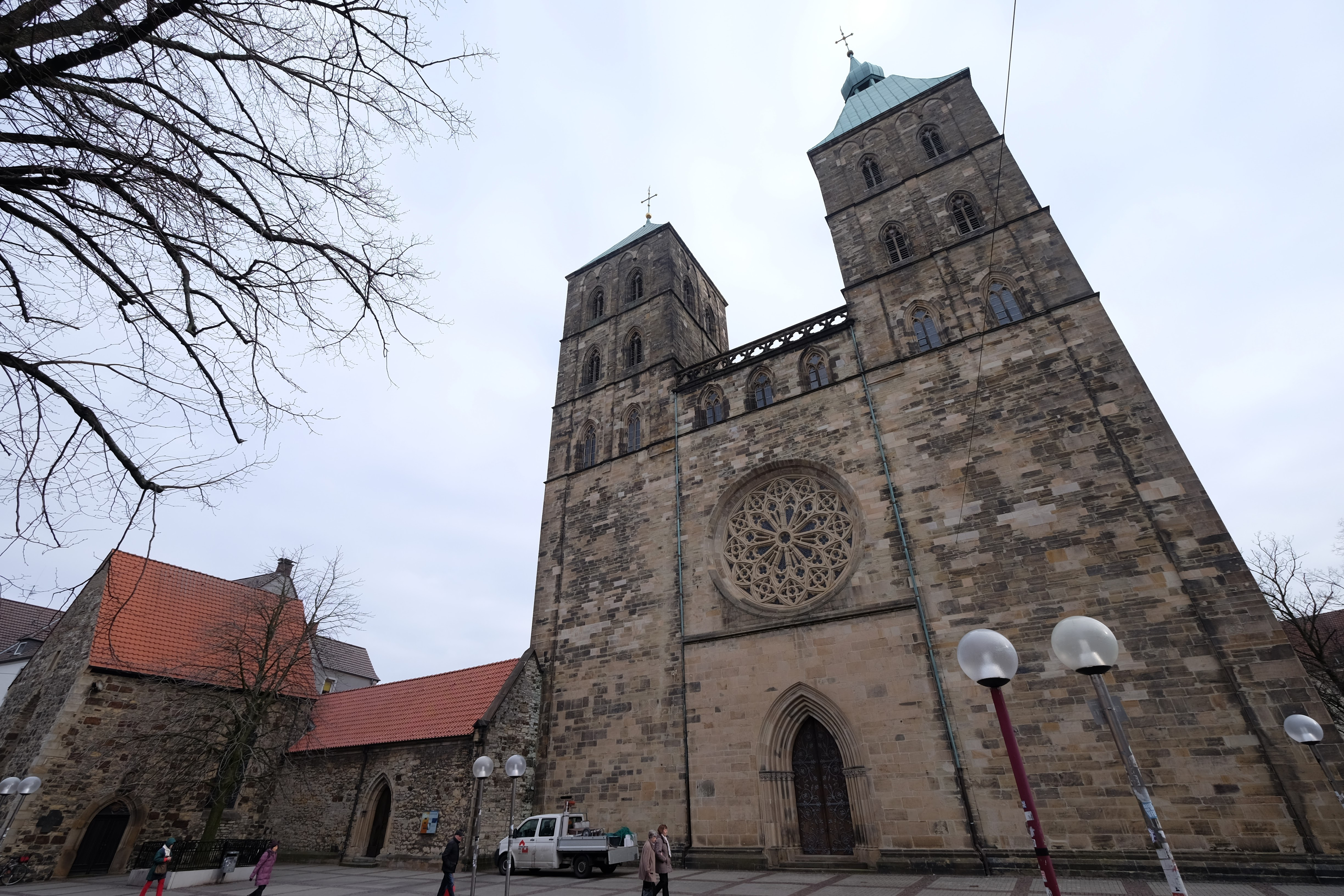
Der Ursprungsort der Neustadt: St. Johann

Westlich der Johannisstraße bildet das 1673 erbaute Schloss und der dazugehörige Schlossgarten einen grünen Gegenpol zur dicht besiedelten Johannisstraße, der insbesondere im Sommer eine Vielzahl von Menschen anzieht. Im Schloss hat die Universität ihren Sitz. In unmittelbarer Nähe befindet sich das Ratsgymnasium und die Stadthalle.

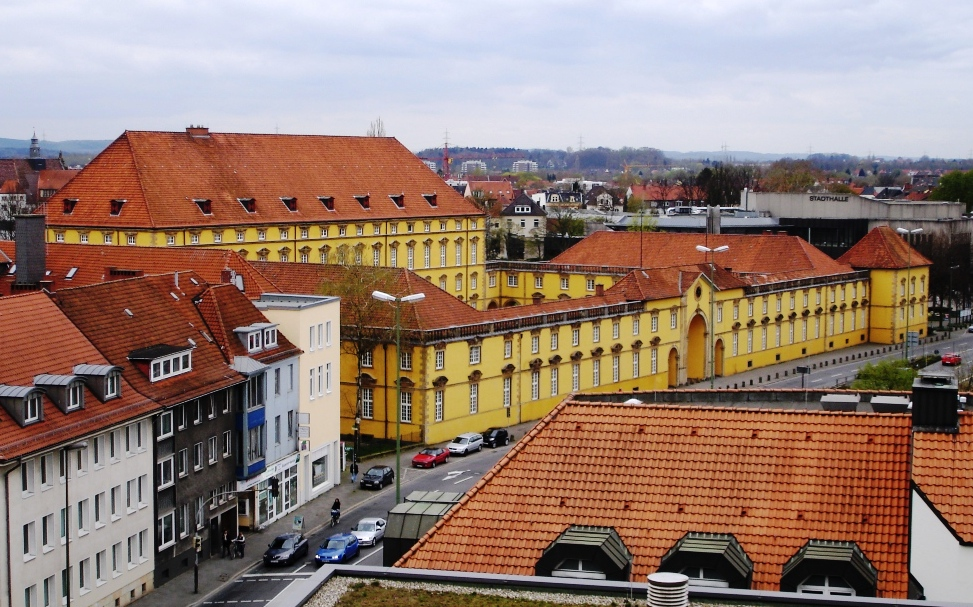
Das Schloss am Neuen Graben aus östlicher Richtung

Östlich der Johannisstraße befindet sich neben der Johanniskirche und dem ehemaligen Neustädter Rathaus das 1859 gegründete Marienhospital sowie zahlreiche Verwaltungseinrichtungen. Auch die Pfarrgemeinde St. Johann hat hier eine Vielzahl ihrer Einrichtungen. Entlang des Kollegienwalls hat sich ein Justizviertel entwickelt. Hier befinden sich das Amtsgericht und Landgericht, die Justizvollzugsanstalt sowie die Polizeiinspektion und Staatsanwaltschaft.

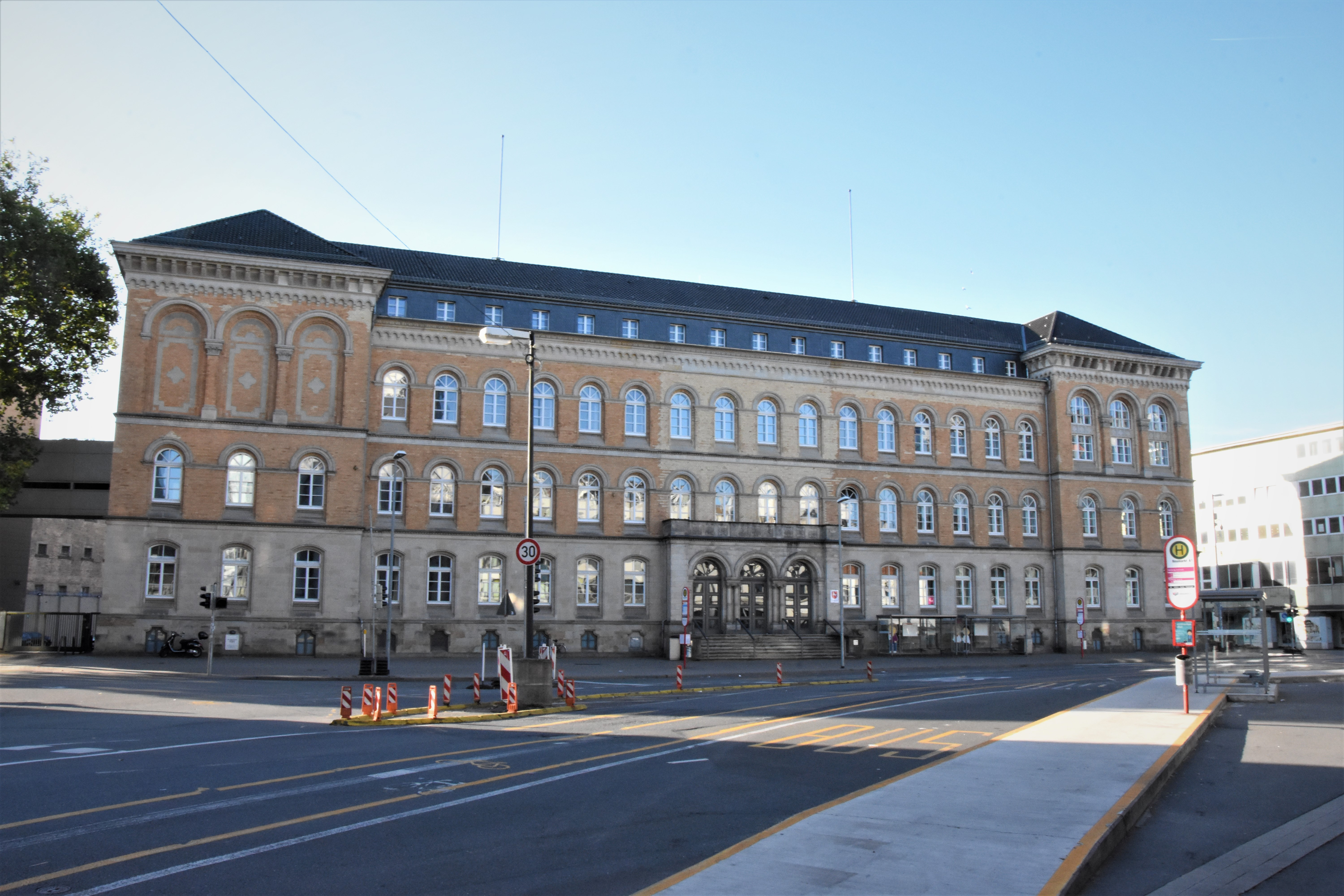
Das Landgericht am Neumarkt

Das Gebiet nördlich der Hase um den Berliner Platz, der Hauptbahnhof mit dem Bahnhofsviertel im Osten sowie das Rosenplatzquartier im Süden gehören zwar offiziell zur Innenstadt, liegen aber außerhalb der historischen Stadtgrenze und sind damit nicht Teil der Neustadt.

## Historische Tuchmacherei
In der Neustadt befand sich ein Zentrum der in der Region weit verbreiteten Leinenweberei. Eine Vielzahl von Wollwebereien siedelte sich insbesondere in der Großen Rosenstraße an, in der auch das nach ihr benannte Rosenstrater Tuch entstand und überregionale Bekanntheit erlangte. Das Handwerksamt der Weber hatte unüblicherweise seinen Ursprung in der Neustadt ohne entsprechendes Pendant in der Altstadt. Um 1600 war es mit ca. 300 Meistern das bedeutendste Gewerbe Osnabrücks. Dazu trug auch die Osnabrücker Stadtlegge sowie der global gehandelte Leinenstoff "true born Osnabrughs" bei. Dieser wurde unter anderem für die Bekleidung von Sklaven in der Karibik genutzt.

## Heutige Bedeutung
Bis heute findet die Bezeichnung „Neustadt“ Einzug in den lokalen Sprachgebrauch, obwohl damit kein Stadtteil oder statistischer Bezirk offiziell benannt ist. Daher werden mit dem Begriff mitunter unterschiedliche Gebiete verstanden. So firmieren die lokale Freiwillige Feuerwehr und vereinzelte Gewerbetreibende mit dem Zusatz „Neustadt“ insbesondere im Bereich der Iburger und Meller Straße, obwohl diese außerhalb der historischen Neustadt liegen, während sich der Bürgerverein, Stadtführungen und die lokale Berichterstattung auf den Kernbereich um die Johanniskirche beziehen.